# Ligne de Pont-de-la-Deûle à Bachy - Mouchin
La ligne de Pont-de-la-Deûle à Bachy - Mouchin était une ligne ferroviaire non électrifiée à voie unique reliant la gare de Pont-de-la-Deûle (et indirectement celle de Douai) à la frontière franco-belge à Bachy et Mouchin via la gare d'Orchies. La ligne continuait ensuite en Belgique vers Tournai sous le nom de ligne 88A.
Elle constitue la ligne no 264 000 du réseau ferré national.

## Historique

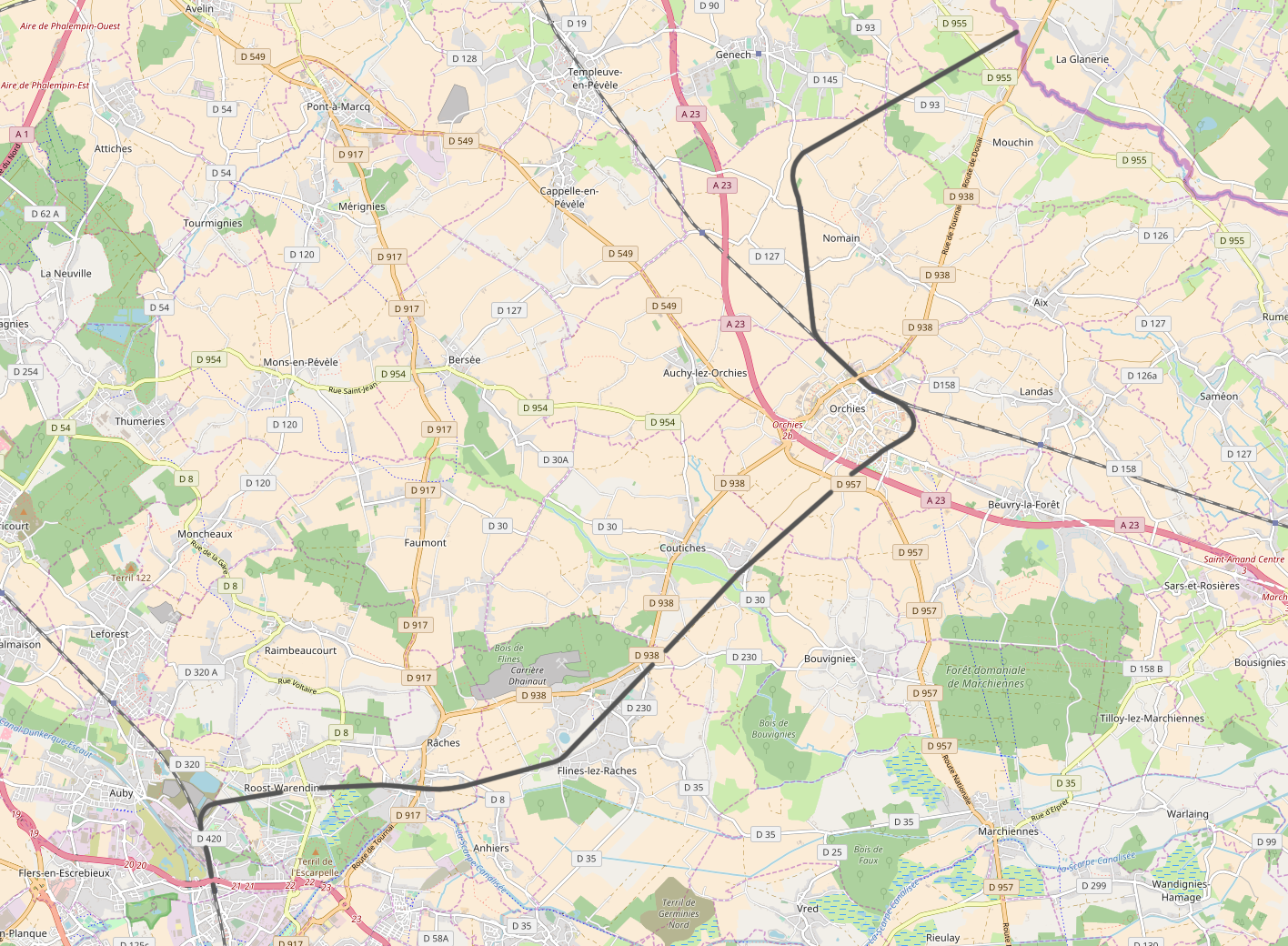
La ligne, entre Pont-de-la-Deûle et Orchies.

La ligne est concédée à la Compagnie des chemins de fer du Nord par une convention signée 3 août 1875 entre le ministre des Travaux publics et la compagnie. Cette convention est approuvée à la même date par une loi qui déclare la ligne d'utilité publique.
Les conditions de raccordement entre les lignes belge et française au niveau de la frontière et l'exploitation du tronçon frontalier sont fixées par une convention internationale signée le 18 octobre 1879. Cette convention est ratifiée par une loi le 8 juin 1880. Elle est promulguée par un décret le 15 juin suivant. La ligne sera inaugurée le 20 décembre 1883.
Au début de l'exploitation de cette ligne, la plupart des trains partant de Tournai empruntaient cette ligne avant de continuer jusque Paris-Nord.
Dates de déclassement :
- De Nomain - Ouvignies à Bachy - Mouchin (PK 241,507 à 247,022), le 24 mai 1960[6].
- De Pont-de-la-Deûle à Râches (PK 221,700 à 224,530), le 19 octobre 1967[7].
- De Râches à Orchies (PK 224,530 à 236,380), le 23 avril 1980[8].

## Description du tracé et de la ligne
La ligne traverse 9 communes sur 27 kilomètres. Elle se débranche de la ligne de Paris-Nord à Lille peu après la gare de Pont-de-la-Deûle, située sur la commune de Flers-en-Escrebieux, près de Douai. Elle traverse ensuite Roost-Warendin, Râches, Flines-lez-Raches et Coutiches, avant de rencontrer les lignes de Somain à Halluin et de Fives à Hirson avant la gare d'Orchies. Après cette dernière, la ligne possédait un tronc commun sur son tracé avec la ligne de Somain à Halluin, jusque un peu après la gare de Nomain-Ouvignies. Elle traversait ensuite la gare de Bachy-Mouchin, avant de traverser la frontière franco-belge, et de poursuivre vers Rumes et Tournai, sous le nom de ligne 88A.